# Charlie McCoy
Charlie McCoy (28 maart 1941) is een Amerikaanse countrymuzikant, vooral bekend geworden als Nashville super-sessiemuzikant.
Tussen 1965 en 1970 speelt hij mee op alle studio-lp's van Bob Dylan. Hij verleende zijn medewerking aan de muziek voor zeven Elvis Presley-films en speelde mondharmonica op diens singles Big Boss Man en High Heel Sneakers. Zelf nam hij zelf een dertigtal albums op. 

## Biografie
Charlie McCoy werd geboren in Oak Hill in West Virginia. Na de scheiding van zijn ouders groeide hij deels op in Miami, Florida, bij zijn vader, en deels bij zijn moeder in West Virginia.
Op achttienjarige leeftijd probeerde hij werk te krijgen als studiomuzikant in Nashville, maar dat lukte pas later toen hij in 1961 samen ging werken met muziekproducer Wayne Moss in de Cinderella Sound Studio.

In 1965 ontmoette hij in de Columbia Records-studio in New York Bob Dylan, die hem vroeg een nieuwe versie met hem op te nemen van Desolation Row. Deze versie, zonder drums en elektrische gitaar, werd de definitieve versie op Highway 61 Revisited. Het werd het begin van een langdurige samenwerking.

Eind zestiger jaren begon Charlie McCoy voor Monument Records een aantal voornamelijk instrumentale albums uit te brengen, waaronder The World Of Charlie McCoy en The Real McCoy, waarmee hij een Grammy won.

Met een aantal andere Nashville-sessiemuzikanten werd onder de naam Area Code 615 in 1968 door Polydor een album uitgebracht. De groep heeft slechts een viertal keer onder die naam opgetreden.

## Onderscheidingen
- Grammy Award 1972
- CMA Awards 1972-’73 Instrumentalist Of The Year
- Academy Of Country Music 1977, ’78, ’79, ’80, ’81, ’83, '88 “Instrumentalist Of The Year, Specialty Instrument
- West Virginia Music Hall Of Fame 2008
- Op 4 februari 2009 opgenomen in de Country Music Hall of Fame.

## Mondharmonica-bijdragen (een selectie)
- The Boxer - Simon & Garfunkel
- Candy Man, Blue Bayou - Roy Orbison
- Orange Blossom Special, It Ain’t Me Babe - Johnny Cash
- Only Daddy That’ll Walk The Line, Brown Eyed Handsome Man - Waylon Jennings
- The Night you wrote That Song - Gretchen Peters

## Overige instrumenten (een selectie)

### Gitaar
- Desolation row, Blond on Blond - Bob Dylan
- Detroit City - Bobby Bare

### Bas
- Mohair Sam - Charlie Rich
- Songs From A Room - Leonard Cohen
- Alle nummers op John Wesley Harding en op Nashville Skyline[noot 2] - Bob Dylan

### Trompet
- Rainy Day Women No. 12 & 35 (“Everybody Must Get Stoned”) - Bob Dylan

### Sax
- Pretty Women - Roy Orbison

## Overig
Charlie McCoy schreef een autobiografie onder de titel 50 Cents and a Boxtop.
- Biblioteca Nacional de España: XX1577371
- Bibliothèque nationale de France: cb13932112h (data)
- Gemeinsame Normdatei: 134450876
- International Standard Name Identifier: 0000 0001 1467 1460
- Library of Congress Control Number: n93032663
- MusicBrainz: eaf2d37b-324f-44a7-85b2-3b247e8984fc
- Nationale Bibliotheek van Tsjechië: xx0027314
- SNAC: w6626c97
- Virtual International Authority File: 3931149296237480670007